# Cosa succede in città
Cosa succede in città è il settimo album in studio del cantautore italiano Vasco Rossi uscito il 9 giugno 1985.

## Descrizione
Dopo l'arresto del 1984 e i 22 giorni trascorsi in carcere, nel 1985 Vasco Rossi torna in studio per incidere Cosa succede in città.
Nel testo di Cosa c'è, che era il titolo provvisorio dell'album, si può trovare un velato riferimento all'esperienza appena vissuta in carcere (in versi come «Certo sei un bel fenomeno anche tu a farti prendere così...»).
La chitarra in Toffee è suonata da Dodi Battaglia, storico membro dei Pooh.
La canzone T'immagini ha una particolarità: inizialmente avrebbe dovuto essere presentata al Festival di Sanremo 1984 e, successivamente, sarebbe dovuta rientrare, come secondo inedito, nel precedente album live Va bene, va bene così.
Da questo album entrarono nuovi componenti nella band, in primis Righi e Casini furono rimpiazzati da Golinelli e Melotti.

## Tracce
Lato A
Testi e musiche di Vasco Rossi.
1. Cosa c'è – 4:52
2. Domani sì, adesso no – 4:22
3. Cosa succede in città – 4:01
4. Toffee – 5:10

Lato B
Testi e musiche di Vasco Rossi, eccetto dove indicato.
1. Ti taglio la gola – 3:46
2. Una nuova canzone per lei – 3:50 (Ricky Portera, Vasco Rossi, Franco Di Stefano)
3. T'immagini – 3:55 (testo: Vasco Rossi – musica: Vasco Rossi, Alberto Quarantotto)
4. Bolle di sapone – 3:44
5. Dormi, dormi – 3:37 (Vasco Rossi, Maurizio Solieri)

## Singoli
Da quest'album non venne estratto alcun 45 giri. Tuttavia la title track, Cosa c'è e T'immagini ottengono notevole successo.

## Formazione
- Vasco Rossi - voce
- Davide Romani - basso
- Maurizio Solieri - chitarra elettrica e tastiera (in Cosa succede in città)
- Paolo Gianolio - chitarra acustica (in Ti taglio la gola, Bolle di Sapone) ed elettrica (in Toffee)
- Dodi Battaglia - chitarra acustica ed elettrica (in Toffee)
- Massimo Riva - chitarra elettrica (in Cosa succede in città), chitarra ritmica
- Claudio Golinelli - basso
- Lele Melotti - batteria
- Rudy Trevisi - sassofono tenore, percussioni
- Ernesto Vitolo - pianoforte e organo Hammond
- Joe Amoruso - pianoforte (in Cosa succede in città)
- Fio Zanotti - sintetizzatore

## Classifiche

### Classifiche settimanali
| Classifica (1985) | Posizione massima |
| ----------------- | ----------------- |
| Italia            | 2                 |

### Classifiche di fine anno
| Classifica (1985) | Posizione |
| ----------------- | --------- |
| Italia            | 6         |